# Башмачников, Владимир Фёдорович
Владимир Фёдорович Башмачников (род. 27 марта 1937, Ишим, Тюменская область) — российский политический деятель. Депутат Государственной Думы второго созыва (1995—1999).

## Биография
Окончил Уральский государственный университет. Владимир Федорович родился в Тюменской области, окончил исторический факультет Уральского государственного университета, а экономические знания получил параллельно - на факультативных занятиях по политэкономии.
Дальше карьера развивалась стремительно – от заместителя председателя колхоза на Урале до консультанта в ЦК КПСС.
В 1990-е годы, в период реформ, появилась возможность реализовать на практике весь свой опыт. Так В.Ф. Башмачников стал участником подготовки закона о крестьянском хозяйстве и земельной реформе 1990–91 годов.
По инициативе В.А. Тихонова (один из главных разработчиков Закона о кооперации в СССР), А.М. Емельянова, В.Ф. Башмачникова была организована общественная организация АККОР. Владимир Фёдорович стал её первым президентом и руководил ей 16 лет.
Сейчас Владимир Федорович Башмачников работает главным научным сотрудником Всероссийского института аграрных проблем и информатики имени А.А. Никонова, доктор экономических наук, профессор является автором многочисленных научных трудов о возрождении и становлении фермерства в России.
Депутат Государственной Думы Федерального Собрания РФ второго созыва (1995—1999).

## Награды
- Орден Почёта (28 марта 1997 года) — за большой вклад в проведение экономических реформ и многолетний добросовестный труд[2]